# Connecteur DIN
Pour les articles homonymes, voir DIN.

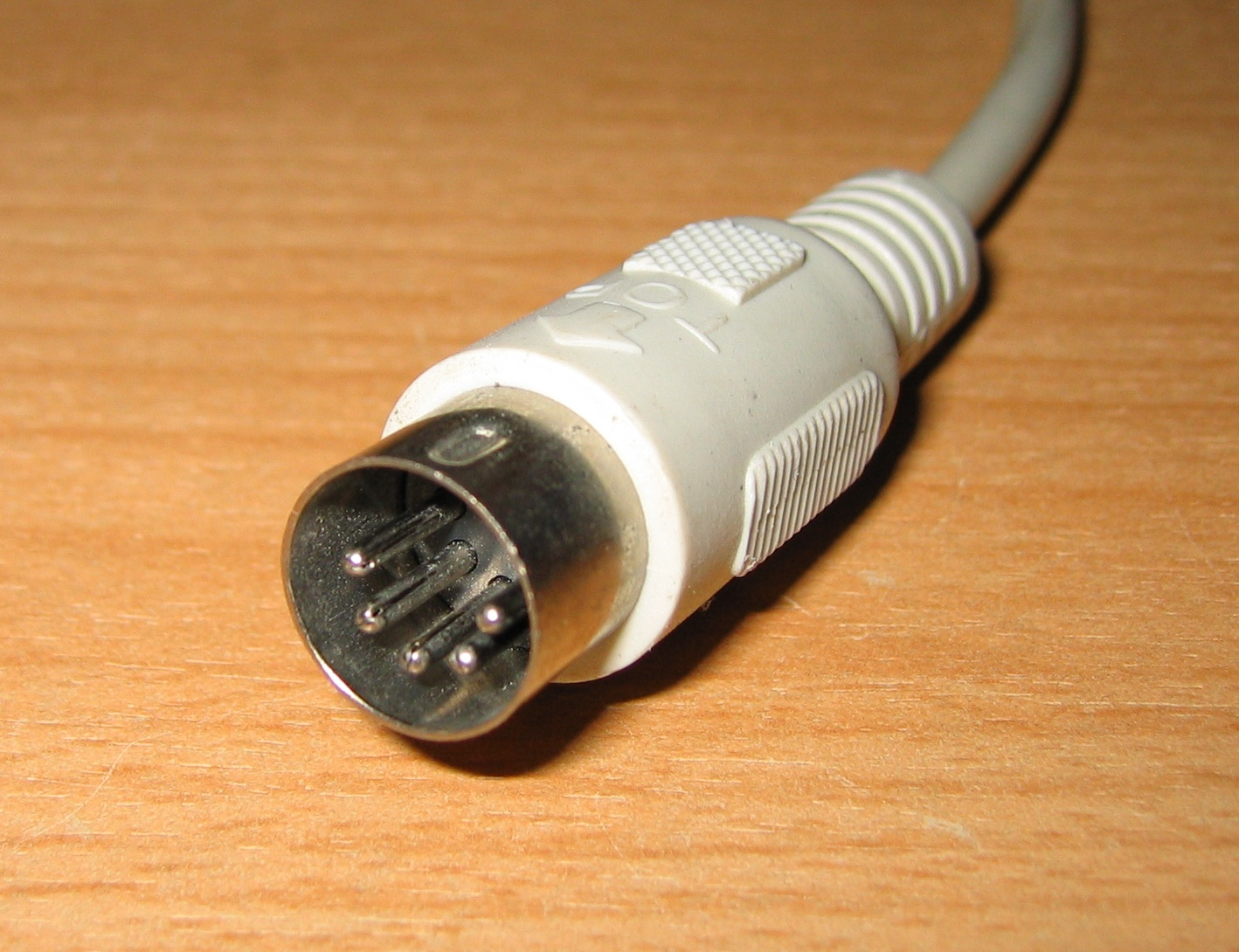
Connecteur DIN 5 broches d'un clavier.

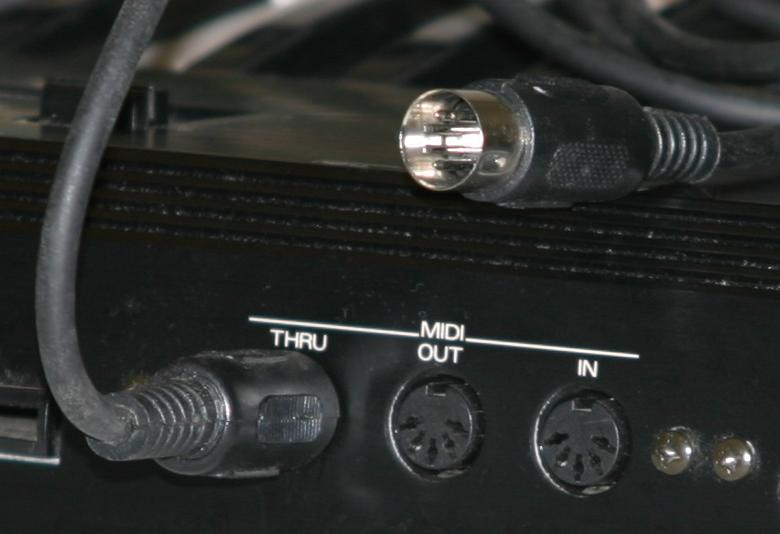
Prises et fiche DIN 5 broches d'une interface midi.

Un connecteur DIN est un connecteur normalisé à l'origine par le Deutsches Institut für Normung (DIN), l'agence allemande de normalisation. 
La norme DIN définit un grand nombre de connecteurs différents, donc le terme connecteur DIN n'identifie pas un type particulier de prise, sauf si on ajoute le numéro de la norme ; par exemple : connecteur DIN 41524. Dans le contexte de l'électronique grand public, le terme connecteur DIN désigne le plus souvent l'un des connecteurs circulaires utilisés depuis les années 1960 pour la transmission des signaux audio. À partir des années 1970, certains de ces connecteurs ont été utilisés pour les signaux vidéo analogiques puis dans les années 1980, pour certaines interfaces numériques comme MIDI, pour les données informatiques ou encore pour la connexion des claviers et souris. Les spécifications originales de ces connecteurs ne sont plus en vigueur et ont été remplacées par la norme internationale équivalente CEI 60130-9.
Bien que les connecteurs DIN aient certaines similitudes physiques avec le connecteur XLR antérieur puisque créé par la société Cannon dans les années 1950, les deux formats sont incompatibles.

## Connecteurs Hosiden
Improprement attribués à la série DIN, les connecteurs Hosiden ou connecteurs mini DIN, parfois désignés « Ushiden » ou « Oshiden » sont d'origine japonaise et sous brevet Hosiden. Ils forment une famille de connecteurs circulaires permettant la transmission de données vidéo (S Vidéo), audio et même informatique comme le port PS/2. Ils sont utilisés dans une multitude de domaines ; dans leur forme ils paraissent semblables aux connecteurs DIN de taille standard.
Parmi la totalité des normes allemandes brevetées DIN (Liste des normes DIN (de)) et définies conformément au cahier des charges du Deutschen Instituts für Normung (Institut allemand de normalisation), aucun format de diamètre 9,5 mm n'est référencé.
Le fabricant à l'origine de ce format de prise miniaturisée est la société japonaise Hosiden, fabricant spécialiste de connectiques notamment vidéo et informatiques, dont la désignation est souvent écrite ou prononcée « Ushiden »; La confusion provient de la forme circulaire très ressemblante avec les prises DIN dont le diamètre est de 13,2 mm, destinées originellement à l'audio, très en vogue durant les années 1960 à 1980, particulièrement en Europe. Cependant depuis les années 1990, la dénomination « Mini-DIN » subsiste toujours, au lieu de la référence au fabricant japonais.
En 2023, on peut toujours trouver au catalogue du fabricant, les références de ce format parmi ses connectiques qu'il produit et commercialise.

## Connecteurs DIN audio / vidéo circulaires
Tous les connecteurs mâles (fiches) de ce type possèdent une armature extérieure circulaire en métal de 13,2 mm de diamètre, avec un détrompeur qui évite la connexion dans une mauvaise orientation. Les connecteurs de cette famille diffèrent par leur nombre de broches et leur dispositions.La norme IEC 60130-9 indique que les connecteur Mâle peuvent se loger dans un boîtier 60130-9 IEC-22 ou 60130-9 IEC-25 et les 
connecteur Femelle peuvent se loger dans un boîtier 60130-9 IEC-23 ou 60130-9 IEC-24.
| Nom               | Image | Ref. DIN  | Connecteur Male | Connecteur Femelle                                         |
| ----------------- | ----- | --------- | --------------- | ---------------------------------------------------------- |
| 3 Contacts (180°) |       | DIN 41524 | 60130-9 IEC-01  | 60130-9 IEC-02 Brochage : 1 2 3                            |
| 5 Contacts (180°) |       | DIN 41524 | 60130-9 IEC-03  | 60130-9 IEC-04 Brochage : 1 4 2 5 3                        |
| 7 Contacts (270°) |       | DIN 45329 | 60130-9 IEC-12  | 60130-9 IEC-13 Brochage : 6 1 4 2 5 3 7                    |
| 5 Contacts (270°) |       | DIN 45327 | 60130-9 IEC-14  | 60130-9 IEC-15 et IEC-15a Brochage : 5 4 3 2 (1 au centre) |
| 5 Contacts (240°) |       | DIN 45322 |                 | Brochage : 1 2 3 4 5                                       |
| 6 Contacts (240°) |       | DIN 45322 | 60130-9 IEC-16  | 60130-9 IEC-17 Brochage : 1 2 3 4 5 (6 au centre)          |
| 8 Contacts (270°) |       | DIN 45326 | 60130-9 IEC-20  | 60130-9 IEC-21 Brochage : 6 1 4 2 5 3 7 (8 au centre)      |

Note : les brochages sont donnés à partir du détrompeur dans le sens horaire (sens anti-trigonométrique ↷) en regardant le connecteur femelle, les trous de face.
Il existe sept schémas de configuration courants, avec un nombre de broches allant de 3 à 8. Trois connecteurs à 5 broches différents existent. Ils sont repérés par l'angle qui sépare la première de la dernière broches : 180°, 240° ou 270° (voir tableau ci-dessus). Il existe également deux variantes des connecteurs à 7 et 8 broches, l'une où les broches extérieurs sont réparties sur tout le cercle, et l'autre sur un arc de 270° Et il y a encore d'autres connecteurs avec des normes adaptées à une vaste gamme d'applications.
Une fiche est composée d'une armature circulaire en métal qui entoure quelques broches droites. Le détrompeur évite les erreurs d'orientation et évite d'endommager les broches. L'armature est forcément connectée entre la prise et la fiche avant que l'une quelconque des broches le soit. Cependant, le détrompeur est le même pour tous les connecteurs, donc il est possible de forcer la connexion entre des connecteurs incompatibles, ce qui provoquait des dégâts. Le format Hosiden corrige ce défaut.
Il peut y avoir compatibilité entre des connecteurs différents, par exemple un connecteur à trois broches peut être branché dans une prise à 5 broches de type 180°, ce qui relie trois des broches et cette dernière et en laisse deux en l'air. Réciproquement une fiche à 5 broches peut être branchée sur certaines prises à trois broches, mais pas toutes. De même, une prise à 5 broches de type 180° peut se brancher dans une prise à 7 ou 8 broches.
Des versions verrouillables de ces connecteurs existent, deux technologies pour ce faire cohabitent : verrouillage à vis et verrouillage quart de tour. Ce verrouillage fait appel à une bague entourant l'extrémité du connecteur mâle, qui vient s'adapter à un bossage présent sur le connecteur femelle.

## Connecteur de haut-parleur

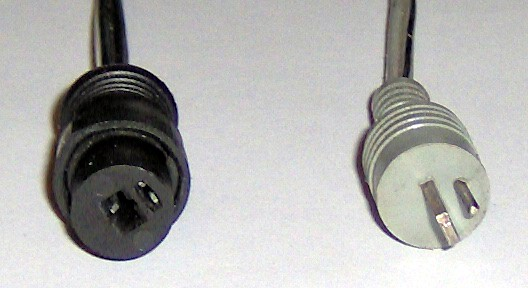
Connecteur DIN de haut-parleur femelle (gauche) et mâle (droite).

La norme DIN 41529 spécifie un connecteur à deux broches non blindé, conçu pour relier un haut-parleur à un amplificateur audio. On trouve des prises femelles montées en châssis, et des fiches mâles et femelles sur câbles. Le connecteur mâle possède une broche centrale plate, et une broche circulaire décentrée. La broche plate est généralement associée à la masse.
Ces connecteurs sont repris dans la norme IEC 60130-9 pour les haut-parleur à basse impédance. Les connecteurs femelle : 60130-9 IEC-07, 60130-9 IEC-09 et le 60130-9 IEC-08 qui intègre en plus un commutateur. En connecteur mâle on le 60130-9 IEC-06 pour des raccordements séparés et le 60130-9 IEC-5 pour une utilisation avec ou sans commutateur.
Ce connecteur se rencontre principalement sur du matériel ancien, comme des projecteurs cinéma 16 mm. L'autoradio Becker présent dans de nombreux modèles de Mercedes-Benz utilise ce connecteur. Il est également utilisé dans certaines lampes halogènes pour relier l'ampoule à son support.
Alors que tous les autres connecteurs DIN sont généralement très fiables, le connecteur à deux broches a moins bonne réputation : l'absence de blindage le rend plus facile à déconnecter par erreur, augmente les risques de torsion ou de glissement des broches pendant son utilisation. Lorsqu'ils sont usagés, ils deviennent très peu fiables : la connexion peut s'interrompre à tout moment.
Il existe également des versions à trois ou quatre broches de ce connecteur, utilisées par exemple par Bang & Olufsen.

## Applications

### Signaux audio analogiques
Les connecteurs 3/180° et 5/180° ont été au départ normalisés et largement utilisés en Allemagne, en République tchèque, et plus tard en URSS et dans les pays de COMECON pour la connexion de matériel audio, par exemple un lecteur de bandes stéréo à un amplificateur stéréo : on utilisait les 5 broches pour 4 canaux plus la masse. Le cordon utilisé dans ce cas est muni d'une fiche à chaque extrémité, et les broches sont connectées directement (broche 1 sur la broche 1, broche 2 sur la broche 2, etc.). Les broches ou les trous sont numérotés (de droite à gauche) 1-4-2-5-3. Un cordon à 4 canaux ainsi câblé est parfois appelé un cordon DIN. Pour les connexions monophoniques, le connecteur 3/180° est suffisant. Lorsqu'une fiche mono est insérée dans une prise stéréo, elle ne relie que le canal de gauche.
Ce connecteur était rare en Amérique, et a progressivement disparu depuis les années 1980, à la faveur des prises RCA.
| application          | application    | connecteur | fonction des broches | fonction des broches | fonction des broches | fonction des broches | fonction des broches |
| application          | application    | connecteur | 1                    | 4                    | 2                    | 5                    | 3                    |
| -------------------- | -------------- | ---------- | -------------------- | -------------------- | -------------------- | -------------------- | -------------------- |
| amplificateur        | monophonique   | 5/180°     | sortie audio         | sortie audio         | blindage/retour      | entrée audio         | entrée audio         |
| amplificateur        | stéréophonique | 5/180°     | sortie gauche        | sortie droite        | blindage/retour      | entrée droite        | entrée gauche        |
| magnétophone à bande | monophonique   | 5/180°     | entrée audio         | entrée audio         | blindage/retour      | sortie audio         | sortie audio         |
| magnétophone à bande | stéréophonique | 5/180°     | entrée gauche        | entrée droite        | blindage/retour      | sortie droite        | sortie gauche        |

### Signaux numériques
Les connecteurs 5/180° sont fréquemment utilisés pour :
- l'interface SYNC des instruments de musique électroniques ;
- l'interface MIDI (DIN 41524) des instruments de musique électroniques (également présents dans ce but sur certains ordinateurs Atari ST, BeBox, certains modèles de MSX, etc.). le Jack 3,5 mm en mode RTS  est normalisé comme son remplacement plus compact, le 14 août 2018 par la MIDI Manufacturers Association[5],[6]. ;
- les ports série de l'ordinateur Apple IIc d'origine ;
- dans l'IBM PC et PC/AT, ainsi que sur l'Amiga, pour le clavier (ce connecteur disparut au milieu des années 1990, car le format ATX utilisait le connecteur PS/2) ;
- le système audio HME utilisé dans certains restaurants drive-in ;
- le contrôle de l'orientation d'antennes UMTS (Antenna Interface Standards Group)[7] ;
- le système de contrôle de l'éclairage scénique DMX. Le standard de transmission des données est reconnu par l'USITT, sous les noms DMX512/1990, DMX512/DIN et USITT DMX512/1990.

Certains appareils ont utilisé un connecteur DIN de façon propriétaire :
- la console de jeux TurboGrafx-16 utilisait une prise DIN à 8 broches pour ses manettes ;
- étrangement, l'Atari XEGS, le Commodore 64 et l'Apple IIc utilisaient une prise DIN pour la connexion du transformateur ;
- les ordinateurs de la gamme Thomson Micro (par exemple, le MO5 et le TO7) utilisaient un connecteur DIN à 5 broches pour la connexion du crayon optique, de l'unité de stockage à cassette, du nanoréseau, et un connecteur DIN à 14 broches pour le lecteur de disquette 3"1/2.
- les ordinateurs de la gamme Amstrad CPC pour leur moniteur vidéo, ainsi que certains modèles de la gamme MSX (Sanyo PHC entre autres).
- Les Minitels, équipés d'une prise « péri-informatique », celle-ci étant constituée d'un connecteur DIN 5 broches femelle.
- les ordinateurs de la gamme Elwro 800 Junior utilisaient un connecteur DIN à 5 broches pour la connexion du Junet, de l'unité de stockage à cassette, leur moniteur vidéo.